# Peter Granninger
Peter Granninger (* 23. Juni 1908 in Freising; † 27. Februar 1968 in München) war ein deutscher Kleinkrimineller. Er wurde vor allem bekannt als persönlicher Zuhälter bzw. Zubringer des SA-Chefs Ernst Röhm, der diesem von 1931 bis 1934 Jungen und junge Männer für homosexuelle Kontakte zuführte, und als Angeklagter in einem Prozess wegen dieser Vorgänge, der nach Röhms Ermordung im Herbst 1934 vor dem Amtsgericht München stattfand.

## Leben und Tätigkeit
Granninger wurde als uneheliches Kind geboren. Seine Mutter starb 1927. Er verdiente seinen Lebensunterhalt seit Mitte der 1920er Jahre als Kontorist. 1927 war er einige Monate Hotelangestellter im Münchener Hotel Deutscher Kaiser. Im Sommer 1928 lernte er Ernst Röhm, den ehemaligen Hauptmann der bayerischen Armee und führenden Teilnehmer am Hitlerputsch von 1923, während eines Standkonzertes auf dem Münchener Odeonsplatz zufällig kennen.
Nachdem Röhm im Herbst 1930 aus Bolivien, wo er von Ende 1928 bis Sommer 1930 als Militärinstrukteur gearbeitet hatte, nach Deutschland zurückkehrte und zum 1. Januar 1931 die Führung der Sturmabteilung (SA), der nationalsozialistischen Privatarmee, übernommen hatte, war er aufgrund seiner neuen Stellung als einer der höchsten Führer der NSDAP – er galt mitunter als zweiter Mann der Partei nach Hitler – gezwungen, seine homosexuellen Neigungen mit großer Diskretion auszuleben. Zu diesem Zweck rekrutierte er 1931 Granninger, den er bereits in den 1920er-Jahren kennengelernt hatte, als seinen persönlichen Zubringer, der es fortan übernahm, Röhm Heranwachsende zwischen 14 und 20 Jahren gegen Bezahlung für homosexuelle Kontakte zuzuführen. Granninger, der aus eigener Erfahrung mit den sexuellen Vorlieben Röhms vertraut war, wurde zu Tarnungszwecken in der Nachrichtenabteilung der Obersten SA-Führung eingestellt. Für seine Dienste als sexueller Zulieferer des SA-Chefs erhielt er eine Bezahlung von 200 RM im Monat.
Im Zuge seiner Tätigkeit als Beschaffer neuer Sexualpartner für Röhm hielt Granninger sich besonders häufig vor der Münchener Gisela-Realschule auf, um dort Heranwachsende anzuwerben. Sein Modus Operandi war dabei, dass er bevorzugt Kontakte zu Jugendlichen knüpfte, die arbeitslos waren oder sich in schwierigen wirtschaftlichen Verhältnissen befanden, und diese überzeugte, sich gegen Bezahlung für sexuelle Kontakte zur Verfügung zu stellen. Heranwachsende, die sich hierzu bereit fanden, „testete“ Granninger anschließend zunächst selbst, um zu sehen, ob sie Röhms Bedürfnissen entsprachen. Jene Jugendlichen, die er als geeignet ansah, wurden dann von Granninger durch mehrfachen Verkehr mit ihm auf die von Röhm gewünschte Art des Verkehrs „abgerichtet“. Nachdem er dies getan hatte, führte Granninger die Heranwachsenden schließlich Röhm als Sexualpartner zu. Dies lief in der Weise ab, dass er sie zu bestimmten vereinbarten Zeiten zu vereinbarten Treffpunkten brachte. Dies waren etwa Röhms Münchener Wohnung (Hohenzollernstraße 110/I) und nach 1933 die von Röhm bewohnte Villa sowie die Wohnung von Röhms Adjutanten Karl Leon Du Moulin-Eckart (Hohenzollernplatz 1/0) und Granningers eigene Wohnung (Horscheltstraße 1/II). Dort kam es dann zu homosexuellen Kontakten zwischen Röhm und den Heranwachsenden (zumeist wechselseitige Onanie und Oralverkehr), an denen Granninger häufig auch selbst teilnahm. Gelegentlich nahmen auch persönliche Freunde von Röhm, wie der Wirt der Gastwirtschaft Bratwurstglöckl Karl Zehnter, an diesen Kontakten teil. Die Heranwachsenden wurden dafür, dass sie sich für diese Zwecke zur Verfügung stellten, in der Regel mit Geldgaben von einigen Mark belohnt, meist 5 oder 10 RM, gelegentlich auch 20 RM.
Im Sommer 1931 wurden die Behörden aufgrund von Berichten der sozialdemokratischen Münchener Post über Röhms Homosexualität erstmals auf Granninger aufmerksam. Röhm übergab daraufhin der Polizei einen am 26. März 1931 geschriebenen Erpresserbrief eines Hilfsarbeiters namens Sperl, der von Röhm eine Zahlung von 50 RM verlangte und Röhm andernfalls wegen widernatürlicher Unzucht anzeigen würde, und stellte das Verlangen, Sperl wegen Erpressung zu verfolgen. Sperl bekannte sich danach als Schreiber des Briefes und gab an, durch einen Hotelangestellten namens Reif Kenntnis von den Vorgängen erlangt zu haben. Der Hoteldiener Fritz Reif, der daraufhin vernommen wurde, räumte ein, auf Vermittlung von Granninger im Dezember 1930 in einer Wohnung in der Münchener Barer Straße mit Röhm zusammengekommen und mit diesem homosexuellen Oralverkehr praktiziert zu haben. Auf Grund des Sachverhaltes wurde am 2. Juni 1931 Strafbefehl gegen Granninger wegen widernatürlicher Unzucht, Strafbefehl gegen Reif wegen widernatürlicher Unzucht und Erpressung, gegen Röhm wegen Beihilfe zur widernatürlichen Unzucht und gegen Sperl wegen versuchter Erpressung gestellt. Granninger (der im Amtsverkehr irrtümlich als „Kronninger“ bezeichnet wurde) wurde daraufhin am 28. Juli 1931 beim Amtsgericht München zu Reifs Behauptungen vernommen. Er bestritt dabei, sich einer Straftat schuldig gemacht oder in geschlechtlicher Hinsicht mit Röhm zu tun gehabt zu haben. Röhm selbst räumte in seinen Vernehmungen ein, „anormal“, und zwar bisexuell, veranlagt zu sein und öfter Kontakte zu jungen Burschen gehabt zu haben, bestand zugleich aber darauf, dabei niemals strafbaren Verkehr im Sinne der Strafgesetze gehabt zu haben. Die Verfahren gegen Röhm und Granninger verliefen dabei aufgrund mangelnder Beweise im Sande.
Der NSDAP trat er erst im März 1933 und der SA am 7. November 1933 bei.
Im Februar 1934 wurde Granninger, da seine Tätigkeit Aufsehen zu erregen begann, als SA-Angehöriger nach Schlesien versetzt. Von Anfang März 1934 bis zum 10. Juli 1934 hielt er sich in den SA-Schulen in Reichenbach und Wohlau zur Ausbildung auf. Als seinen Zubringer verwendete Röhm fortan seinen Leibdiener Hans Holtsch-Riederer.

### Instrumentalisierung des Falls Granninger durch die NS-Propaganda nach dem 30. Juni 1934
Röhm wurde am 30. Juni 1934 im Zuge der internen Machtkämpfe der NS-Führung von Hitler als Chef der SA abgesetzt und verhaftet und kurz darauf exekutiert; zudem wurden einige Dutzend weitere SA-Führer und sonstige Personen, die das NS-Regime als potentiell gefährlich ansah, ermordet. Danach instrumentalisierte die NS-Propaganda die weithin bekannte, von der NS-Führung bisher aber stets bestrittene Homosexualität von Röhm, um die Mordaktion gegenüber der Öffentlichkeit in einem akzeptableren Licht erscheinen zu lassen: Die homophoben Ansichten und Vorurteile, die damals in großen Teilen der Bevölkerung bestanden, wurden von der NS-Propaganda in Zeitungsartikeln und Rundfunkverlautbarungen über die zu einer Säuberungsaktion deklarierte Mordserie gezielt bedient. Zu diesem Zweck wurden Röhm und andere getötete SA-Führer als anormal veranlagte Perverse hingestellt, die gewohnheitsmäßig „widernatürliche“ und abstoßende sexuelle Handlungen praktiziert hätten. Die mit diesem Vorgehen verbundene Erwartung der Verantwortlichen war es, dass große Teile der Bevölkerung die gewaltsame Tötung von Röhm und anderen SA-Führern, die die Machthaber ohne ordentliche Gerichtsverfahren und Urteile kurzerhand umgebracht hatten, als weniger verwerflich und mitunter sogar als eine positive, lobenswerte, gebotene und legitime Handlung ansehen würden. Durch systematische propagandistische Bearbeitung sollte ein Werturteil verbreitet und gefestigt werden, dass es sich bei den Getöteten um krankhaft veranlagte Kreaturen gehandelt hatte, die putativ ekelerregende Dinge auf sexuellem Gebiet routinemäßig praktiziert hatten. Die Implikation, die hinter dem systematischen Ans-Licht-der-Öffentlichkeit-Bringen von tatsächlichen und erfundenen Details aus dem homosexuellen Intimleben vieler SA-Führer in den Tagen und Wochen nach dem 30. Juni 1934 stand, lautete dabei also, dass diese ihr Schicksal aufgrund ihrer Anormalität bzw. Widerwärtigkeit verdient hätten.
Im Zuge der propagandistischen Instrumentalisierung der homosexuellen Neigungen bzw. homosexuellen Betätigung von Röhm und anderen SA-Führern zur moralischen Legitimierung der Mordaktion in der Zeit nach dem 30. Juni 1934 wurden auch Granninger und seine Tätigkeit als persönlicher sexueller Zulieferer von Röhm von der NS-Regierung ins Visier genommen. Im Oktober 1934 wurde er in Untersuchungshaft genommen.
Auf Anzeige der Polizeidirektion München vom 10. Oktober 1934 leitete die Staatsanwaltschaft München I ein Ermittlungsverfahren gegen Granninger und drei weitere Männer wegen Kuppelei und widernatürlicher Unzucht im Zusammenhang mit ihrer Rolle bei der homosexuellen Betätigung Röhms ein. Dies waren der ehemalige Landespolizeioffizier Gerhard von Prosch, ein persönlicher Freund von Röhm, sowie Hans Holtsch-Riederer, der von 1933 bis 1934 Leibdiener Röhms gewesen war, und Karl Leon Du Moulin-Eckart, der von 1931 bis 1932 Röhms Adjutant gewesen war. Die zunächst ebenfalls eingeleiteten Verfahren wegen „widernatürlicher Unzucht“ gegen sieben Männer und vier Jugendliche, die sich Röhm für sexuelle Handlungen zur Verfügung gestellt hatten, wurden durch Beschluss des Amtsgerichts München vom 27. Oktober 1934 gemäß den Bestimmungen des Straffreiheitsgesetzes vom 7. August 1934 (Amnestie anlässlich des Todes des Reichspräsidenten Hindenburg) eingestellt.
Granninger befand sich auf Grund eines Haftbefehls des Amtsgericht München vom 12. Oktober 1934 im Gerichtsgefängnis Neudeck in Untersuchungshaft.
Am 24. Oktober 1934 wurde von der Staatsanwaltschaft Anklage gegen Granninger, DuMoulin-Eckart, Holtsch und Prosch beim Schöffengericht beim Amtsgericht München erhoben. Das anschließende Verfahren gegen die Männer („Verfahren gegen Peter Granninger und Genossen wegen widernatürlicher Unzucht und Kuppelei“) fand am 12. und 13. November 1934 statt. Granninger wurde in diesem Verfahren wegen eines Vergehens der Kuppelei und dreizehn fortgesetzter Vergehen der widernatürlichen Unzucht (§§ 175, 170, 73 und 74 StGB) angeklagt. Gegen DuMoulin wurde derweil Anklage wegen eines Vergehens der Kuppelei (§ 180 StGB), gegen Holtsch-Riederer ebenfalls Anklage wegen eines Vergehens der Kuppelei (§ 180 StGB) und gegen Prosch Anklage wegen drei Vergehen der widernatürlichen Unzucht (§§ 185, 74 StGB) erhoben.
Während des Prozesses berief Granninger sich zu seiner Entlastung darauf, dass er sich Röhm aus wirtschaftlicher Not zur Verfügung gestellt habe und dass Röhm und dessen Adjutant Martin Schätzl ihm zu verstehen gegeben hätten, dass er in ein Konzentrationslager eingeliefert und dort eventuell sogar umgebracht werden würde, wenn er sich weigern würde, sich in der von Röhm gewünschten Weise zu betätigen („In Dachau ist noch viel Platz“; „Er ist schnell in Dachau und ist auch schnell erschossen.“). Als grundsätzliche Anweisung zu seiner Tätigkeit hätte Röhm ihm immer wieder erklärt, er habe nicht zu denken, nichts zu fragen und nichts zu sagen.
Durch Urteil des Schöffengerichts beim Amtsgericht München vom 12. November 1934 wurde Granninger des Vergehens der Kuppelei in Tatmehrheit mit dreizehn sachlich zusammentreffenden fortgesetzten Vergehen der widernatürlichen Unzucht für schuldig befunden. Er wurde zu einer Gesamtgefängnisstrafe von zwei Jahren und sechs Monaten unter Aberkennung der bürgerlichen Ehrenrechte für drei Jahre verurteilt.
Prosch wurde wegen vier Vergehen der widernatürlichen Unzucht zu einer Gesamtgefängnisstrafe von acht Monaten verurteilt. Das Verfahren gegen Holtsch-Riederer wurde nach dem Straffreiheitsgesetz vom 7. August 1934 eingestellt, da die Strafe, die er aufgrund der ihm nachgewiesenen Handlungen zu gewärtigen hatte, unterhalb der Strafschwelle lag, bis zu der die Amnestie vom August galt. DuMoulin-Eckart wurde freigesprochen, jedoch sofort von der Bayerischen Politischen Polizei in Schutzhaft genommen.

### Späteres Schicksal
Nach der Verbüßung seiner Haftstrafe (als einer regulären Gefängnisstrafe) wurde Granninger im Jahr 1937 sofort von der Geheimen Staatspolizei in sogenannte Schutzhaft genommen. In dieser verblieb er bis zum Ende des NS-Regimes im Jahr 1945.
Am 2. Juni 1937 wurde Granninger von der Staatspolizeistelle München ins KZ Dachau eingeliefert (Nr. 12257) und dort mehr als zwei Jahre festgehalten. Am 26. September 1939 wurde er dann in das KZ Buchenwald überführt, wo er am 27. September 1939 eintraf (Häftlingsnummer 3987). Am 15. April 1940 wurde Granninger schließlich ins KZ Mauthausen überführt, wo er am 16. April 1940 eintraf (Häftlingsnummer 2882). In Mauthausen arbeitete er u. a. im Steinbruch.
Nach dem Zweiten Weltkrieg lebte er unauffällig in München.

## Archivarische Überlieferung
Eine Akte des Reichsjustizministeriums über Granningers Aktivitäten für Röhm hat sich im Bundesarchiv Berlin erhalten (R 3001/25006). Im Bundesarchiv befindet sich außerdem eine Akte aus dem ehemaligen Hauptarchiv der NSDAP mit einer Abschrift des Verhandlungsprotokolls und dem Urteil des Schöffengerichts zum Verfahren gegen Granninger wegen Kuppelei und widernatürlicher Unzucht (NS 26/324). Die letztere Akte ist digitalisiert und kann über die Invenio-Plattform des Bundesarchivs vollständig online gesichtet werden.